# Días de sol (película)
Días de sol es una película china de 1994 dirigida y escrita por Jiang Wen en su debut como director. Está ligeramente basada en la novela del autor Wang Shuo Wild Beast. Luego de su estreno, los principales críticos la elogiaron como la obra más importante del cine chino desde Sorgo rojo, del destacado cineasta Zhang Yimou (1987). Según la crítica, Días de sol se asemeja a la obra de Zhang no sólo en la reinvención del lenguaje cinematográfico, sino también en el recuento de un momento clave en la historia de China.

## Sinopsis
La película se desarrolla en Pekín durante la etapa histórica conocida como Revolución Cultural. Está contada desde la perspectiva de Ma Xiaojun, apodado Mono por sus amigos, quien es un adolescente en ese momento. Mono y sus compinches son libres de vagar por las calles de Pekín día y noche porque la Revolución Cultural ha hecho que sus padres y la mayoría de los adultos estén ocupados o ausentes y el sistema escolar es extremadamente disfuncional.
La mayor parte de la historia ocurre durante un verano, así que los protagonistas son aún más libres porque no deben asistir a la escuela. Los sucesos de ese verano giran en torno a los devaneos de Mono con sus pícaros amigos varones, y su posterior y angustioso enamoramiento de uno de los personajes femeninos mayores, Mi Lan, quien en cambio siente atracción por uno de los amigos de Mono, Liu Yiku.
La película presenta más adelante a Mono como un hombre mayor en su lucha por recordar los momentos clave de su juventud. Enmarcado en su vida adulta en la década de 1990 en Pekín, retratado en blanco y negro y presentado en retazos de memoria en color, se pide al espectador que cuestione la exactitud de su memoria y que luche con la realidad de la época.

## Reparto

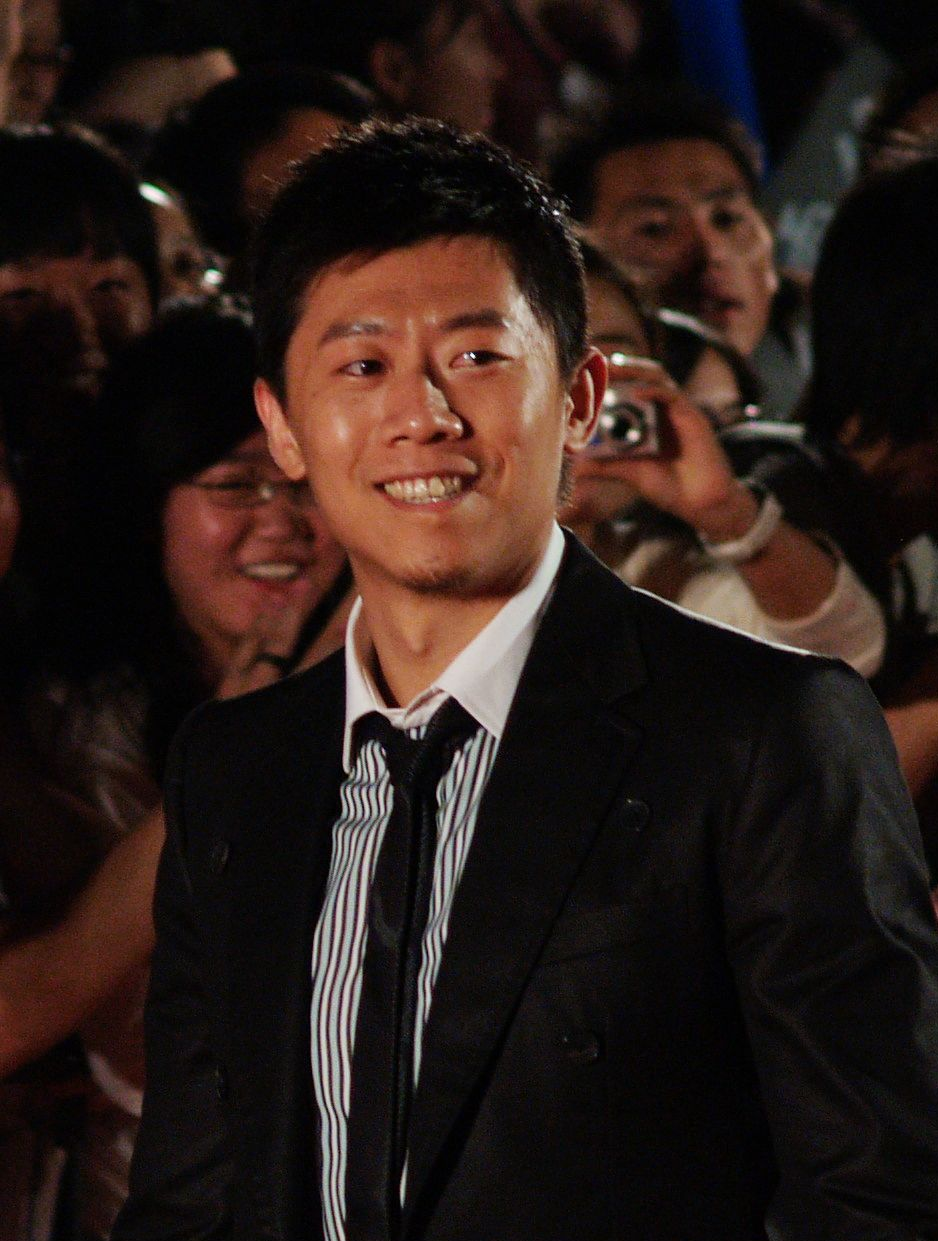
Por su desempeño en la película, Xia Yu obtuvo el premio en la categoría de mejor actor en el Festival de Cine de Venecia

- Han Dong - Ma Xiaojun adulto
- Xia Yu - Ma Xiaojun adolescente
- Feng Xiaogang - Sr. Hu
- Geng Le - Liu Yiku
- Ning Jing - Mi Lan
- Tao Hong - Yu Beibei

## Producción
El filme nació de una coproducción entre tres estudios chinos. Cerca de dos millones de dólares del presupuesto se generaron desde Hong Kong. Derek Elley, de la revista Variety, afirmó que la película altera "alrededor del 70% de la historia contada en la novela original" y añade "una gran cantidad de recuerdos personales". Daniel Vukovich, autor del libro China and Orientalism: Western Knowledge Production and the PRC, escribió que la versión de la película hace que sus personajes sean "un pequeño grupo de amigos varones, más una camarada femenina, en lugar de los gamberros violentos presentados en la novela".

## Recepción
Bien recibida en China y en oriente pero muy poco conocida en los Estados Unidos, la película ganó un premio en la categoría de mejor actor en la 51.ª edición del Festival Internacional de Cine de Venecia con su joven protagonista Xia Yu (quien se convirtió en el intérprete más joven en recibir dicho galardón), así como los premios Golden Horse Film de Taiwán en las categorías de mejor película, mejor director y mejor actor. El renombrado cineasta estadounidense Quentin Tarantino también elogió la película, refiriéndose a ella como "una cinta realmente genial".